# Сражение на линиях Элваша
Сражение на линиях Элваша (порт. Batalha das Linhas de Elvas) произошло 14 января 1659 года у Элваша между португальцами и испанцами во время Войны за независимость Португалии.
К 1659 году война за восстановление независимости Португалии, начавшаяся в 1640 году, зашла в тупик. Боевых действий было мало, и ни испанская, ни португальская армии не смогли добиться решающей победы на поле боя. Филипп IV, стремясь положить конец конфликту, решил блокировать и захватить стратегически важную португальскую позицию у Элваша, тем самым выманив и уничтожив любую португальскую армию, которая попыталась бы помочь находящемуся в блокаде гарнизону.
В декабре 1658 года испанская армия под командованием Луиса Мендеса де Аро расположилась лагерем на берегу реки Кайя, имея 14 000 пехоты, 3 500 кавалеристов и несколько артиллерийских орудий. Луис де Аро распределил свои войска по окопам, окружавшим Элваш, отдав приказ проявлять повышенную бдительность, чтобы не допустить получения блокированным городом припасов или любой другой помощи извне. Затем испанцы стали обстреливать город из орудий, вызвав панику и жертвы среди гражданского населения, к тому же чума внутри стен уносила 300 жизней в день. Блокада продлится несколько недель. 
Чтобы спасти Элваш от испанской блокады, граф Антониу Луиш ди Менезиш не без труда собрал армию (8000 пехотинцев, 2500 кавалеристов и семь пушек) в Эштремоше и оттуда двинулся на выручку. В ночь на 14 января португальская армия прибыла и заняла холмы к северо-востоку от Элваша, откуда был виден город и позиции противника. Испанские войска были рассредоточены на несколько километров вокруг крепости и не верили, что подошедшая армия противника нападет на них. 
14 января, около восьми утра, португальцы начали атаку, на которую испанцы ответили энергичной обороной. Когда испанская кавалерия двинулась в контратаку, по ним открыли огонь португальские пушки. Используя свою пехоту в сочетании с артиллерией, Менезиш смог остановить несколько контратак испанской кавалерии, и в определенный момент его войскам удалось прорвать линии испанских траншей, используя двойной фланговый маневр. Испанцы начали отступать, и вскоре их боевые порядки распались и тысячи солдат в панике бежали.
Менезиш, не теряя времени, преследовал испанцев в течение следующих трех дней, пока они отступали через границу. Многие испанцы оказались в ловушке у реки Кайя и были вынуждены сдаться. Из 17 500 человек, бывших под командованием Де Аро, только 5 000 пехотинцев и 1 300 кавалеристов сумели достичь Бадахоса. Португальцы потеряли около 200 человек убитыми и 700 ранеными. 